# Bobbi Fiedler

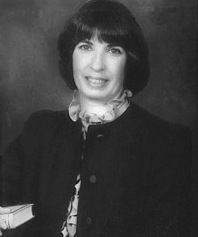
Bobbi Fiedler

Bobbi Fiedler (* 22. April 1937 in Santa Monica, Kalifornien; † 3. März 2019) war eine US-amerikanische Politikerin. Zwischen 1981 und 1987 vertrat sie den Bundesstaat Kalifornien im US-Repräsentantenhaus.

## Werdegang
Roberta Frances Horowitz, so ihr Geburtsname, besuchte die öffentlichen Schulen ihrer Heimat und danach zwischen 1955 und 1957 die Santa Monica Technical School. Zwischen 1955 und 1959 absolvierte sie das Santa Monica City College. Danach betätigte sie sich als Geschäftsfrau. Gleichzeitig schlug sie als Mitglied der Republikanischen Partei eine politische Laufbahn ein. Sie setzte sich gegen die Rassentrennung im öffentlichen Transportsystem wie beispielsweise in Bussen ein. Zwischen 1977 und 1980 saß sie im Bildungsausschuss der Stadt Los Angeles. Außerdem war sie von 1977 bis 1987 Delegierte auf allen Parteitagen der Republikaner in Kalifornien. In den Jahren 1980 und 1984 nahm sie auch an den Republican National Conventions teil, auf denen Ronald Reagan jeweils als Präsidentschaftskandidat nominiert wurde.
Bei den Kongresswahlen des Jahres 1980 wurde Fiedler im 21. Wahlbezirk von Kalifornien in das US-Repräsentantenhaus in Washington, D.C. gewählt, wo sie am 3. Januar 1981 die Nachfolge des Demokraten James C. Corman antrat. Nach zwei Wiederwahlen konnte sie bis zum 3. Januar 1987 drei Legislaturperioden im Kongress absolvieren. 1986 verzichtete sie auf eine weitere Kandidatur. Stattdessen strebte sie erfolglos die Nominierung ihrer Partei für die Wahlen zum US-Senat an. Ihr Scheitern hing auch mit einer Korruptionsaffäre zusammen, die Anfang 1986 in die Schlagzeilen kam. Dabei wurde ihr vorgeworfen, einen Gegenkandidaten mit 100.000 Dollar bestochen zu haben, um auf seine Kandidatur zu verzichten. Ein Richter wies die Beschuldigung aber zurück und es kam zu keinem Verfahren.
Trotzdem führte die Angelegenheit Bobbi Fiedler ins politische Abseits. Bei den Senatsvorwahlen im Jahr 1986 erreichte sie in ihrer Partei nur 7,2 % der Wählerstimmen. Danach ist sie politisch nicht mehr in Erscheinung getreten. Zuletzt lebte sie in Northridge.